# Tinodes belisus
Tinodes belisus is een schietmot uit de familie Psychomyiidae. De soort komt voor in het Nearctisch gebied.